# Corderia

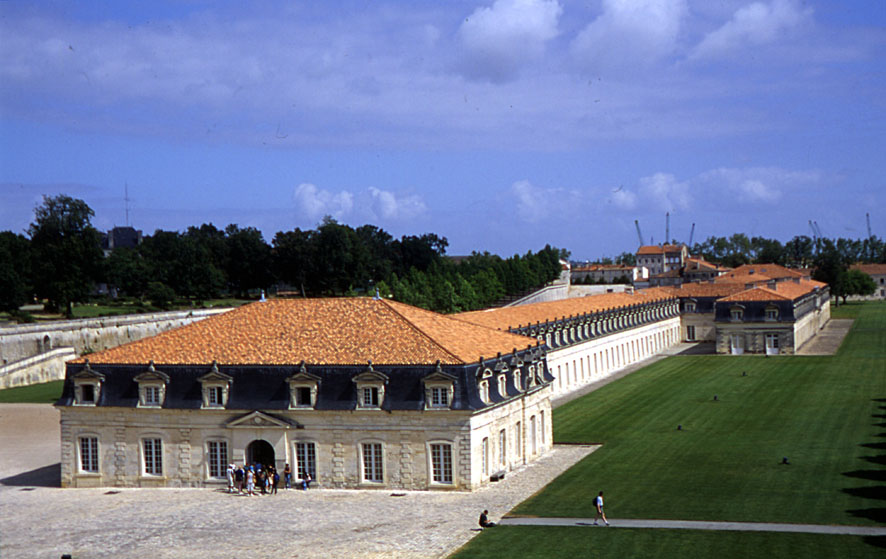
Vista prospettica della Corderia Reale a Rochefort, Francia

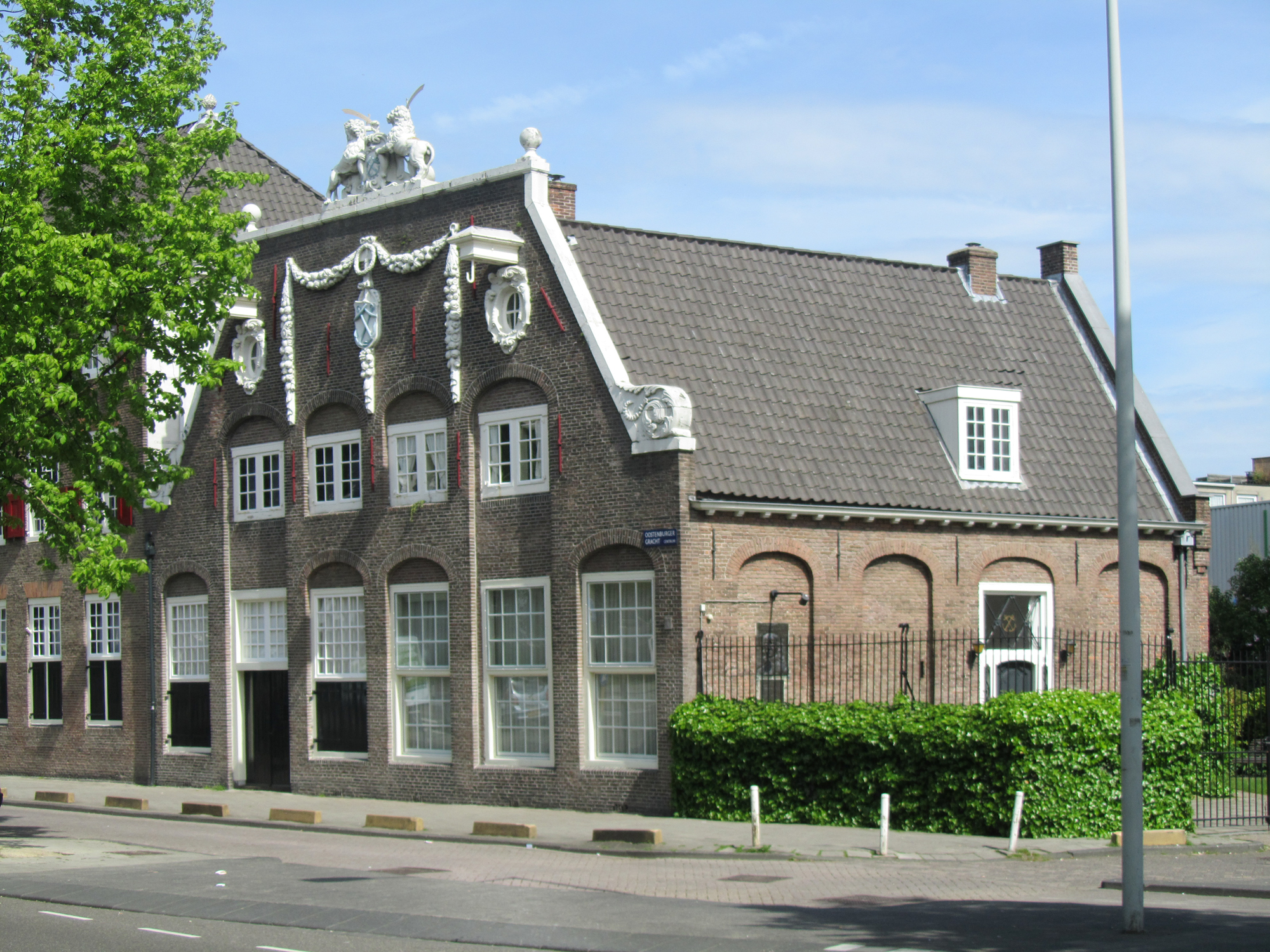
La Corderia dell'Ammiragliato (Admiraliteitslijnbaan) sul Canale Orientale (Oostenburgergracht), Amsterdam

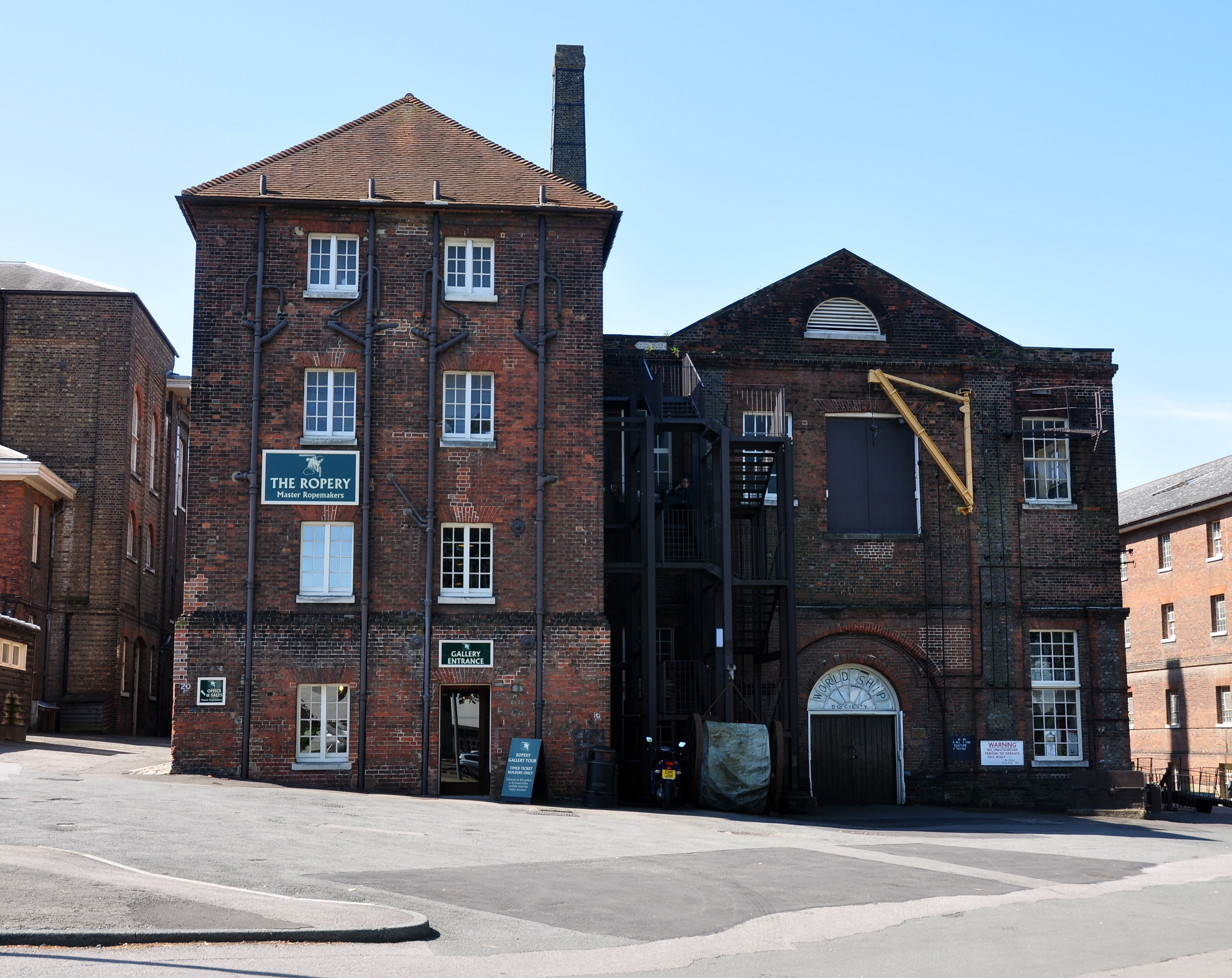
L'edificio della Corderia Vittoriana a Chatham, Regno Unito

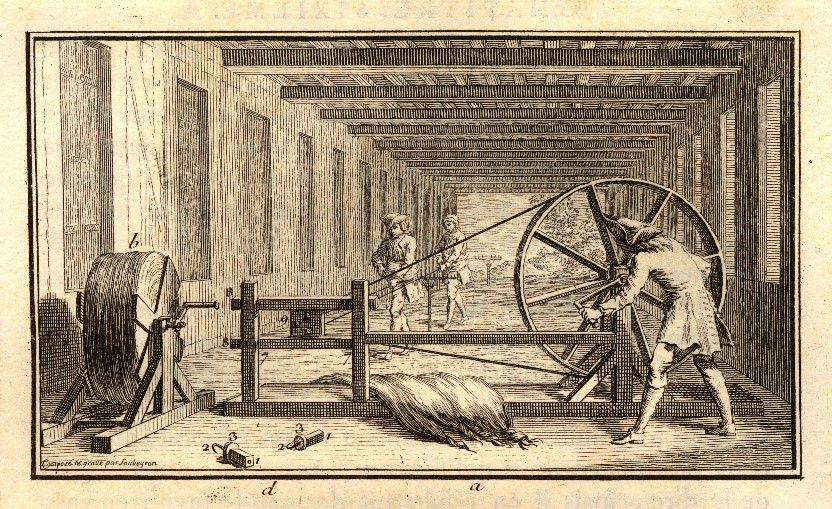
Cordaio all'opera, Sec. XVII

La corderia è, specialmente in ambito marittimo (ma non solo), sia un opificio che un magazzino per la produzione e conservazione di cavi e minutenze in fibra vegetale, animale o sintetica, necessari all'allestimento delle navi e utile al loro armamento velico come biscagline, cavi, cime, gomene, griselle, sagole, sartie ecc. che nel loro complesso formano il "cordame".
L'edificio della corderia è spesso parte integrante dei cantieri navali e arsenali marittimi.

## Corderie storiche
Lo Stabilimento militare produzione cordami di Castellammare di Stabia, fondata da re Ferdinando IV di Napoli nel 1796, è la corderia italiana di più lunga tradizione ancora in attività.
 
In Francia, la grande Corderie Royale a Rochefort, voluta nel 1666 da Jean-Baptiste Colbert e progettata da François Blondel, venendo terminata nel 1669, è ora un vasto complesso museale nel cuore dell'arsenale marittimo.
Nel Regno Unito, la Victorian Ropery (Corderia Vittoriana) presso il cantiere navale di Chatham è rimasta l'unica delle quattro della Royal Navy ad essere ancora in attività.